# NK Zelina
NK Zelina is een Kroatische voetbalclub uit Sveti Ivan Zelina. De club werd in 1907 opgericht.

## Geschiedenis
NK Zelina heeft geen rijke geschiedenis en heeft voornamelijk regionale competities gespeeld, maar na het bereiken van de Treća HNL in 2009, speelt de club ook landelijke toernooien. Met stabiele financiën en veel lokale sponsors, wordt NK Zelina beschouwd als een van de best georganiseerde kleine clubs in Kroatië.

## Bekende (oud-)spelers
- Besart Abdurahimi
- Edin Mujčin
- Sergio Zijler